# أونورا أونيل
أونورا أونيل (بالإنجليزية: Onora O'Neill)‏ (من مواليد 23 أغسطس 1941) هي فيلسوف وعضو crossbench في مجلس اللوردات.